# Port of Spain
Port of Spain Trinidad és Tobago fővárosa, és harmadik legnagyobb területű városa Chaguanas és San Fernando után.

## Földrajz
A város Trinidad szigetének északnyugati részén helyezkedik el, a Gulf of Paria (spanyolul Golfo de Paria) öbölnél. A város adminisztratív központ, továbbá fontos kikötő. Több bányászott anyagot is hoznak ide, például: bauxitot Guyanáról, vasat Venezuelából.

### Éghajlat
| Hónap                         | Jan. | Feb. | Már. | Ápr. | Máj. | Jún. | Júl. | Aug. | Szep. | Okt. | Nov. | Dec. | Év   |
| ----------------------------- | ---- | ---- | ---- | ---- | ---- | ---- | ---- | ---- | ----- | ---- | ---- | ---- | ---- |
| Átlagos max. hőmérséklet (°C) | 29,0 | 30,0 | 31,0 | 31,0 | 31,0 | 32,0 | 32,0 | 32,0 | 32,0  | 31,0 | 31,0 | 30,0 | 31,0 |
| Átlagos min. hőmérséklet (°C) | 24,0 | 24,0 | 26,0 | 26,0 | 27,0 | 27,0 | 27,0 | 27,0 | 27,0  | 26,0 | 26,0 | 24,0 | 25,9 |
| Átl. csapadékmennyiség (mm)   | 71   | 43   | 30   | 45   | 111  | 254  | 248  | 238  | 182   | 177  | 198  | 147  | 1744 |
| Forrás: World Weather Online  |      |      |      |      |      |      |      |      |       |      |      |      |      |

## Történelem

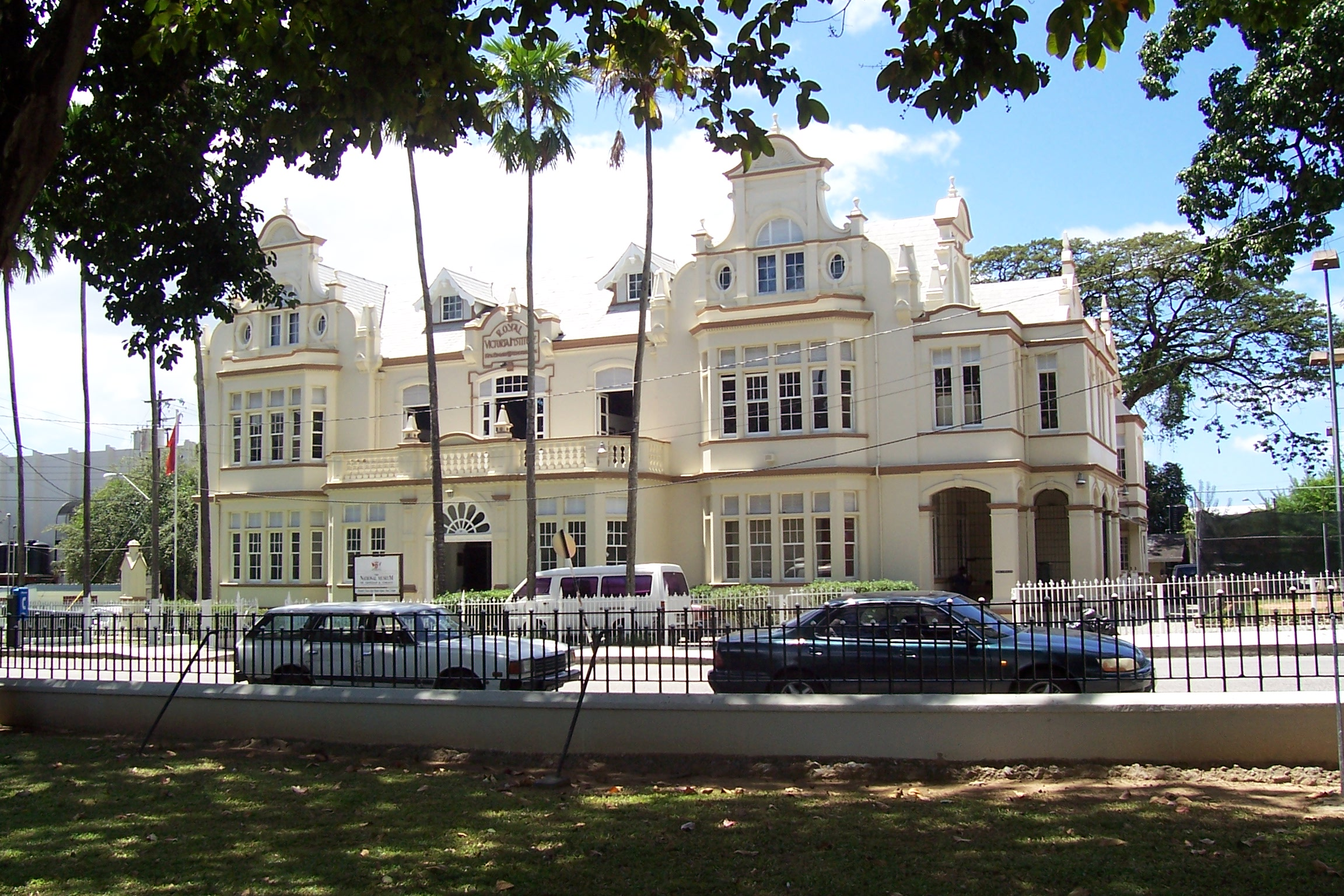
A Trinidad és Tobago-i Nemzeti Múzeum Port of Spainben

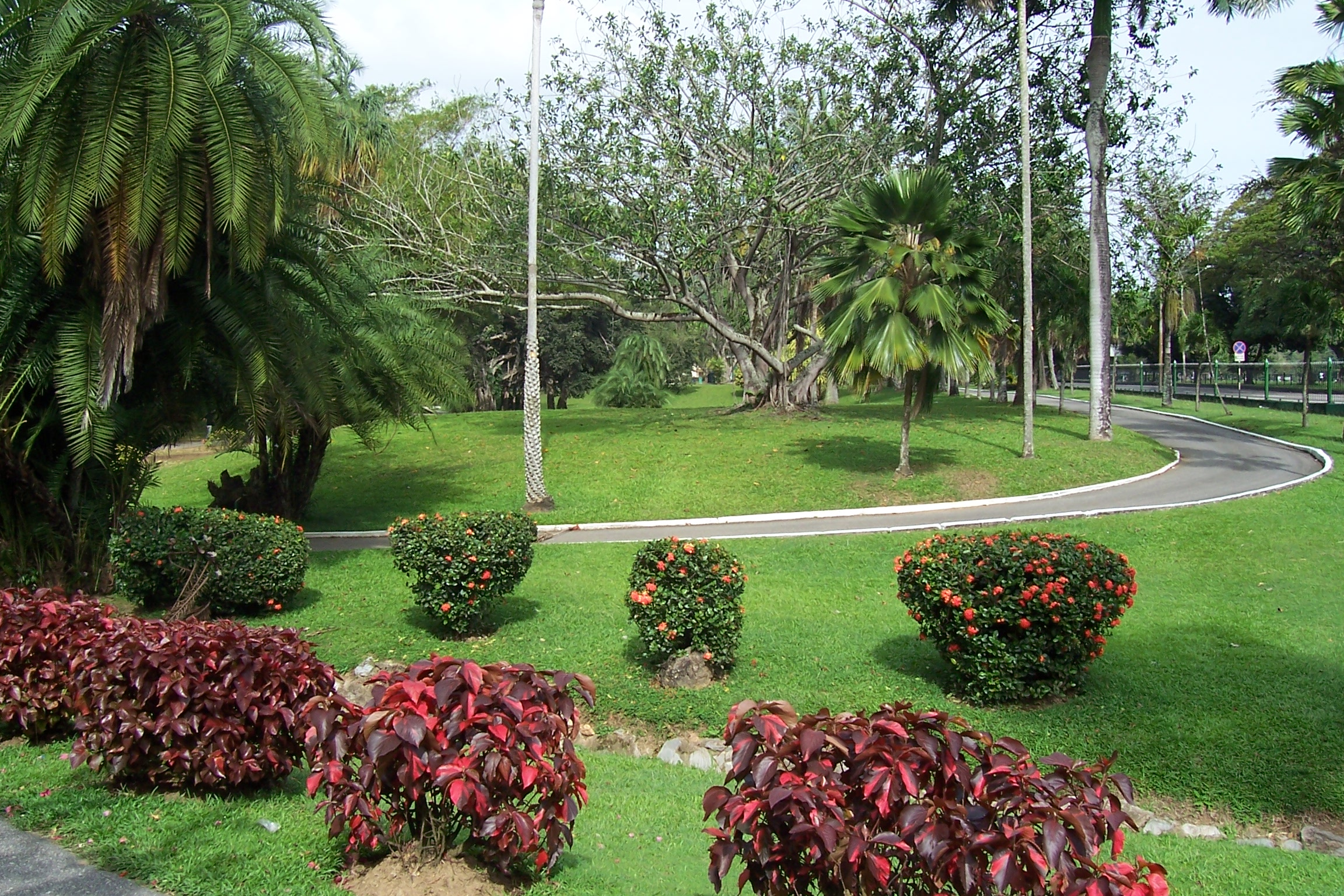
Botanikus kert

A város egy kis halászfalu volt, úgy hívták, hogy Cumucurapo (a selyemgyapot fák helye). A várost, miután spanyol hódítók érkeztek, átnevezték Puerto de los Hispanioles-re (aminek ugyanaz a város jelentése, mint ma: Spanyolország kikötője). A város legközelebbi része, az alváros helyén mangroveerdők voltak. Amikor 1680-ban Comte D'Estrées meglátogatta a várost, azt írta, hogy: Itt nincs is Port of Spain (Puerto de los Hispanioles). De 1690-ben a spanyol kormányzó, Don Sebastien de Roteta azt jelentette: már 6 ház kész van, és több további épül.
Amikor 1757-ben San José de Oruña, a régi főváros megrongálódott, Port of Spain lett az új főváros.
A város 1786-ban 3000 lelket számlált.
1797-ben a város és az ország brit uralom alá került.
1906-ban körülbelül 100000 lakosú volt Port of Spain.
1958 és 1962 között a város a rövid életű Nyugat-indiai Föderáció fővárosa volt. (A Karib-tengert Nyugat-Indiai-tengernek is hívják, mert Kolumbusz Kristóf azt hitte, az India, innen kapta az ország a nevét.)

## Városrészek
- Alváros: Port of Spain legrégibb városrésze. A Déli rakpart (South Quay), az Oxford út (Oxford Street), a Szt. Anna-folyó (St. Ann`s River), és a Richmond út (Richmond Street) között. Itt van a Woodford tér (Woodford Square), a városháza, a parlament, a bíróság
- Laventille: Laventille városrész a Szent Anna-folyó (St. Ann`s River)-től keletre található.
- Belmont: Belmont a Laventille-i Dombok (Laventille Hills) lábánál fekszik. Ez a hely a karneváli jelmeztervezők, és zenekarok székhelye.
- St. Clair: A St. Clair a Queen's Park Savannah és a Maraval-folyó(Maraval River) között található.
- Queen's Park Savannah: Ez Port of Spain legnagyobb nyitott területe. A helyiek csak "a Szavanna"-ként ismerik. Az 1990-es évekig lóversenypálya volt itt, de található labdarúgó-, rögbi-, és krikettpálya is a Queen`s Park Savannah-ban. "A Szavanna" déli részén van a Grand Stand, ahol sok kulturális programot rendeztek, továbbá karneválokat. Nyugaton található a Queen`s Royal Collage.
- A külváros részei: St. Ann`s, Csacade, Maraval és Diego Martin városrészek. St. Ann`s-ban található a miniszterelnök rezidenciája. Maravalban van az exlúzív Trinidad és Tobago Klub székhelye. A külvárosban található Trinidad és Tobago legnagyobb bevásárló-centere: 60,000 m² területű.

## Népesség
Port of Spain lakossága 1901-ben 54100, 1946-ban 92793, 1960-ban 93954, 1970-ben 73950, 1988-ban 59200, 2000-ben 49031 fő.

## Testvérvárosok
- Atlanta, USA
- Georgetown, Guyana
- Lagos, Nigéria
- Morne-a-l'Eau, Franciaország
- St. Catherine`s, Kanada
- Richmond, USA

## Fordítás
Ez a szócikk részben vagy egészben  a   Port of Spain című angol Wikipédia-szócikk fordításán alapul.  Az eredeti cikk szerkesztőit annak laptörténete sorolja fel. Ez a jelzés csupán a megfogalmazás eredetét és a szerzői jogokat jelzi, nem szolgál a cikkben szereplő információk forrásmegjelöléseként.

### Térképek
- Maps
- Yahoo Maps
- Live Search Maps
- Wikimapia